# Cuber
Cuber (em grego medieval: Κούβερ; romaniz.: Koúber) foi um cã do primeiro Império Búlgaro, irmão do cã Asparuque e membro do clã Dulo. Segundo Milagres de São Demétrio, na década de 670, Cuber liderou uma comunidade cristã mista, constituída de búlgaros, romanos, eslavos e germânicos, que havia sido transferida pelos ávaros para a região de Srem, na Panônia, 60 anos antes. A mesma fonte afirma que, por volta de 680, Cuber desentendeu-se com o grão-cã ávaro, e depois de repelir um ataque dos ávaros, conduziu seus seguidores, cerca de 70.000 pessoas, de Sírmia para a Macedônia. Os bizantinos inicialmente chamaram seu povo sermisianos (por seu local de origem, Sirmio), e depois, queramissianos (depois que se estabeleceram na a planície de Queramissia, na Grande Macedônia).